# Traité de Wisconsin
Pour les articles homonymes, voir Wisconsin.
Le traité de Wisconsin, ou traité du Wisconsin, est le document qui met officiellement fin à la guerre des Mille Jours, guerre civile colombienne commencée le 17 août 1899.
Sous le patronage des États-Unis, qui ont des intérêts dans la région (le Panama où doit être percé un canal interocéanique fait alors partie de la Colombie), les combattants libéraux et le gouvernement conservateur signent le traité de Wisconsin le 21 novembre 1902 sur le navire américain USS Wisconsin, mettant officiellement fin aux hostilités.